# Monte Musiné e Laghi di Caselette
Quella del Monte Musiné e Laghi di Caselette è un'area naturale del Piemonte riconosciuta come sito di interesse comunitario per i suoi aspetti geologici, faunistici, floristici e vegetazionali. Nel 2017 il sito è stato designato quale Zona speciale di conservazione.

## Ambiente

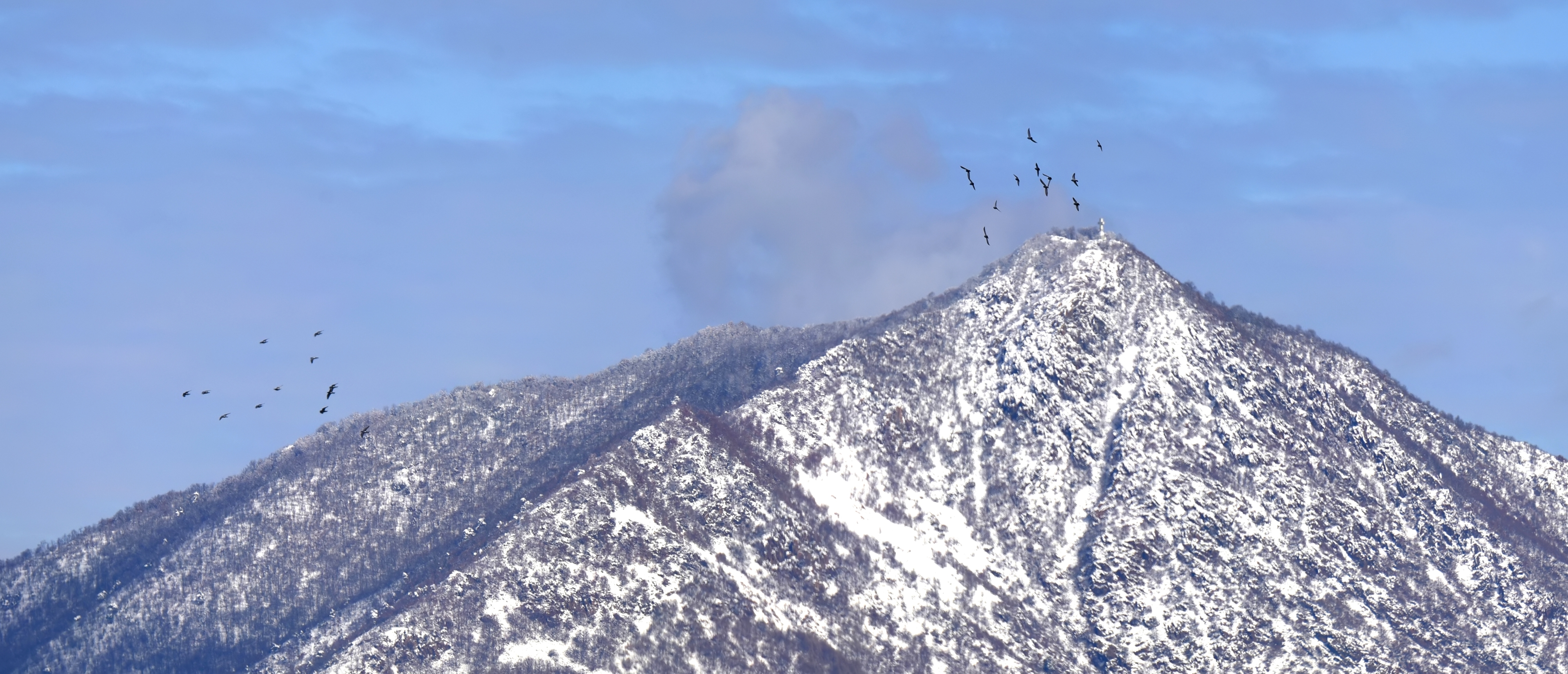
Il Musinè d'inverno

Il SIC comprende il Monte Musinè, una montagna della Alpi Graie collocata allo sbocco sulla pianura delle valli di Susa e del Casternone. Il versante esposto a sud della montagna costituisce una impostante oasi xerotermica. Il SIC comprende inoltre il Lago Borgarino, nel comune di San Gillio, e i cosiddetti "Laghi di Caselette", ridottisi in realtà ad un solo specchio d'acqua a causa del progressivo interramento di un laghetto di dimensioni minori, enonché alcune zone umide collocate ai piedi della montagna.

## Arte e cultura
All'interno del SIC/ZSC sono presenti alcune emergenze architettoniche e culturali tra le quali la croce di vetta sulla cima del Musinè, il Santuario di Sant'Abaco con la annessa via crucis e i resti di una villa di età romana.

## Flora
Il SIC è caratterizzato da una notevolissima biodiversità, dovuta alla grande varietà di ambienti che vi si trovano. Vi sono state censite più di 830 diverse specie di vegetali

## Fauna

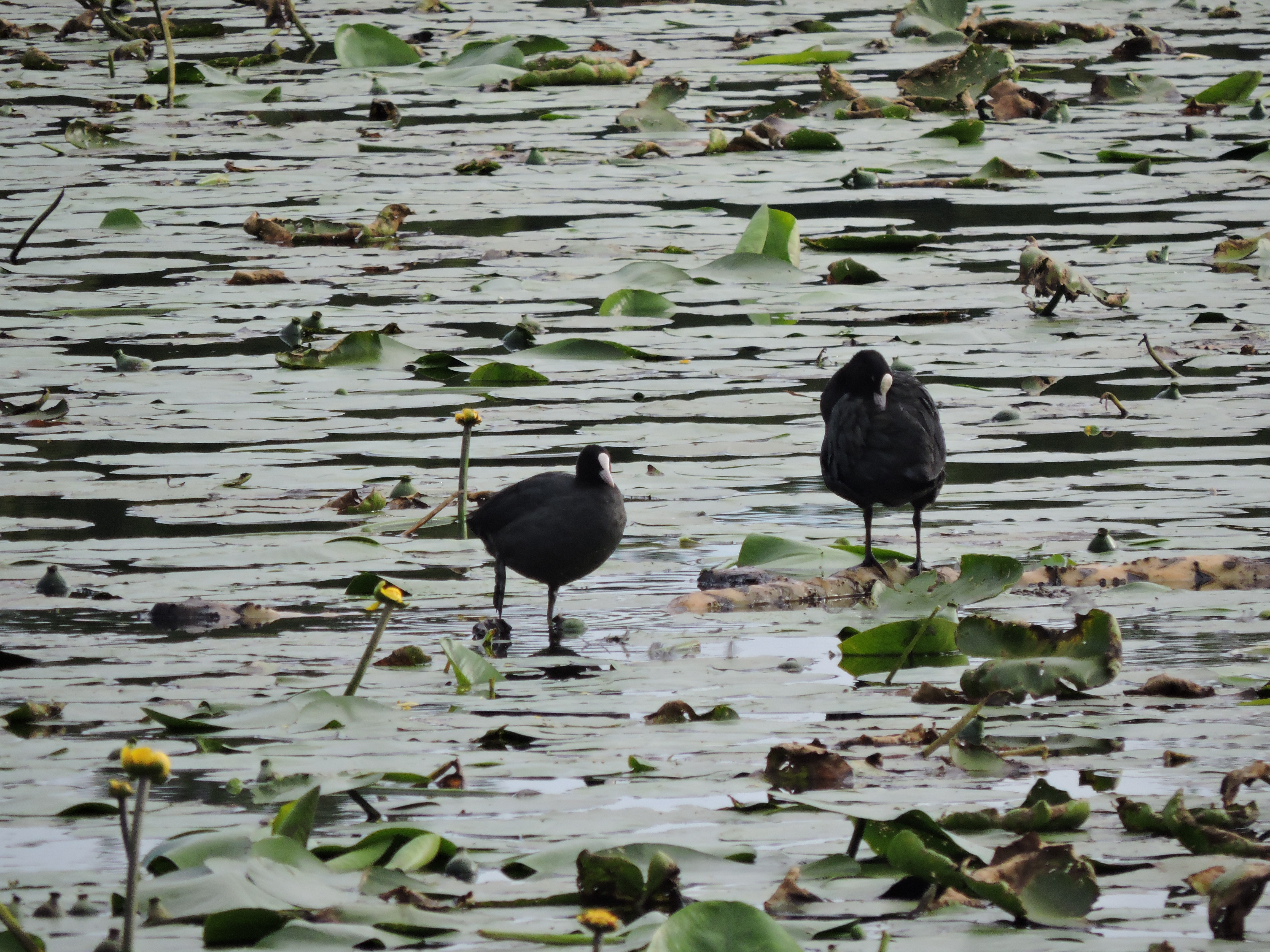
Folaghe sul lago Borgarino

Anche la fauna del SIC è molto ricca e differenziata, in particolare per quanto riguarda gli invertebrati. Tra le specie più importanti da un punto di vista naturalistico si segnalano i lepidotteri Maculinea arion e Maculinea telejus, due specie rare e in grave rischio di estinzione. La zona è anche molto importante come sito di nidificazione per numerose specie di uccelli.

## Habitat

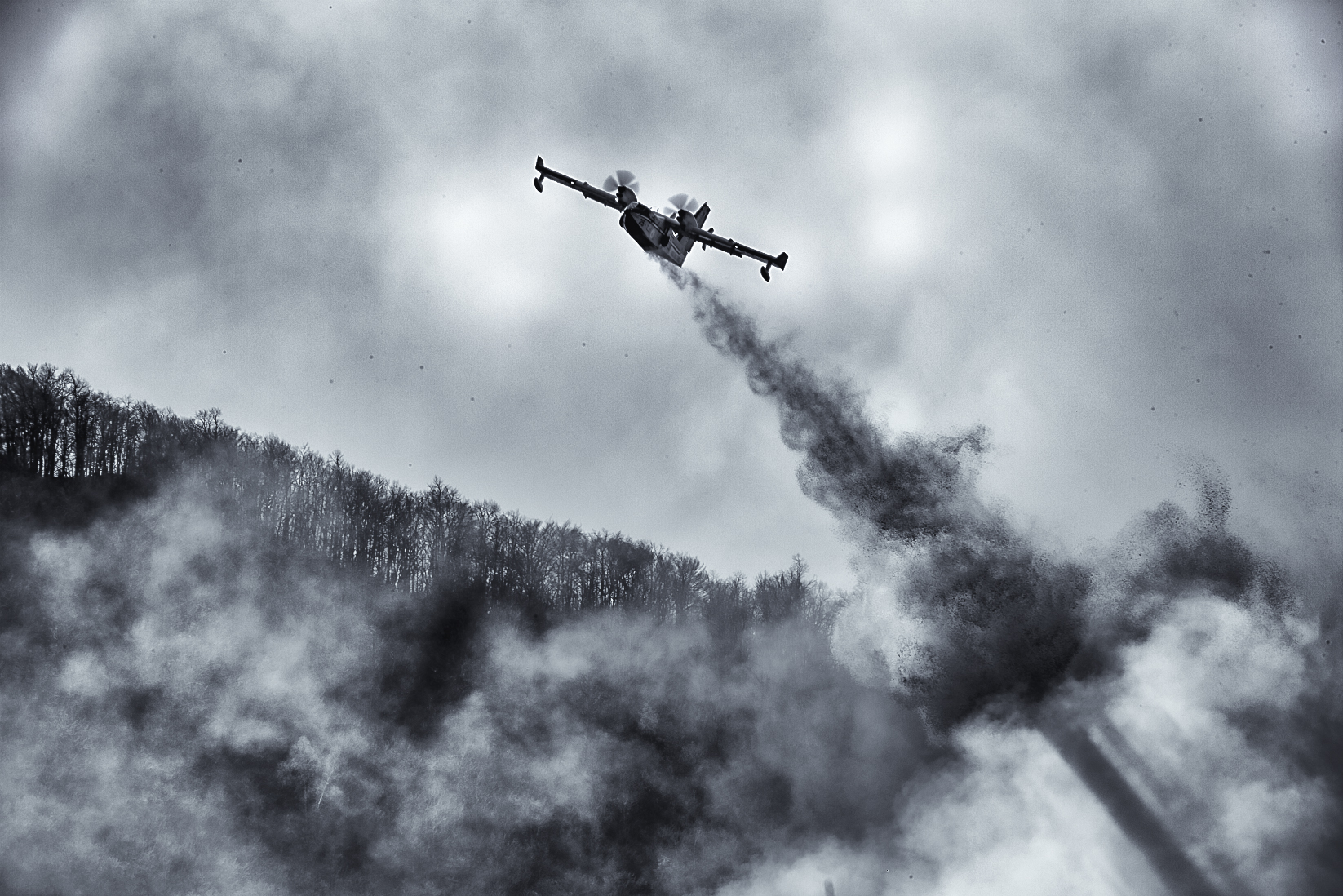
Canadair in azione sul Musinè nel 2018

Tra gli habitat naturali di interesse comunitario sono presenti nel SIC/ZSC:
- (cod. 3130) Acque stagnanti, da oligotrofe a mesotrofe, con vegetazione dei Littorelletea uniflorae e/o degli Isoëto-Nanojuncetea,
- (cod. 3150) Laghi eutrofici naturali con vegetazione del Magnopotamion o Hydrocharition,
- (cod. 4030) Lande secche europee,
- (cod. 5130) Formazioni a Juniperus communis su lande o prati calcicoli,
- (cod. 6210) Formazioni erbose secche seminaturali e facies coperte da cespugli su substrato calcareo (Festuco-Brometalia),
- (cod. 6240) Formazioni erbose steppiche sub-pannoniche,
- (cod. 6410) Praterie con Molinia su terreni calcarei, torbosi o argilloso-limosi (Molinion caeruleae),
- (cod. 6510) Praterie magre da fieno a bassa altitudine (Alopecurus pratensis, Sanguisorba officinalis),
- (cod. 7210) Paludi calcaree con Cladium mariscus e specie del Caricion davallianae,
- (cod. 7230) Paludi calcaree con Cladium mariscus e specie del Caricion davallianae,
- (cod. 8130) Ghiaioni del Mediterraneo occidentale e termofili ,
- (cod. 8220) Pareti rocciose silicee con vegetazione casmofitica,
- (cod. 91E0) Foreste alluvionali di Alnus glutinosa e Fraxinus excelsior (Alno-Padion, Alnion incanae, Salicion albae),
- (cod. 9180) Foreste di versanti, ghiaioni e valloni del Tilio-Acerion,
- (cod. 9160) Querceti di farnia o rovere subatlantici e dell’Europa centrale del Carpinion betuli,
- (cod. 91F0) Foreste miste riparie di grandi fiumi a Quercus robur, Ulmus laevis e Ulmus minor, Fraxinus excelsior o Fraxinus angustifolia (Ulmenion minoris),
- (cod. 9260) Boschi di Castanea sativa.